# Β分泌酶1
β-分泌酶1，也称为β位淀粉样前体蛋白裂解酶1、β位APP裂解酶1（BACE1）、膜相关天冬氨酸蛋白酶2、memapsin-2、天冬氨酰蛋白酶2和ASP2，是一种酶，在人类中由BACE1基因编码。BACE1的表达主要在神经元中观察到。
BACE1是一种天冬氨酸蛋白酶，对周围神经细胞中髓鞘的形成很重要：在小鼠中，当发生髓鞘形成时，BACE1的表达在产后阶段很高。跨膜蛋白在其细胞外蛋白质结构域中含有两个活性位点天冬氨酸残基，可作为二聚体发挥作用，其细胞质尾部是正确成熟和有效细胞内运输所必需的，但不影响活性。它作为酶原产生，在BACE1在高尔基体中离开内质网后发生内质蛋白的去除。此外，蛋白质前体接受额外的糖以增加分子量，尾巴变成了棕榈酰化的。
BACE1表达受炎症状态的影响：在阿尔茨海默症期间，细胞因子降低了 PPAR1（BACE1 mRNA的抑制剂）。

## 在阿尔茨海默症中的作用

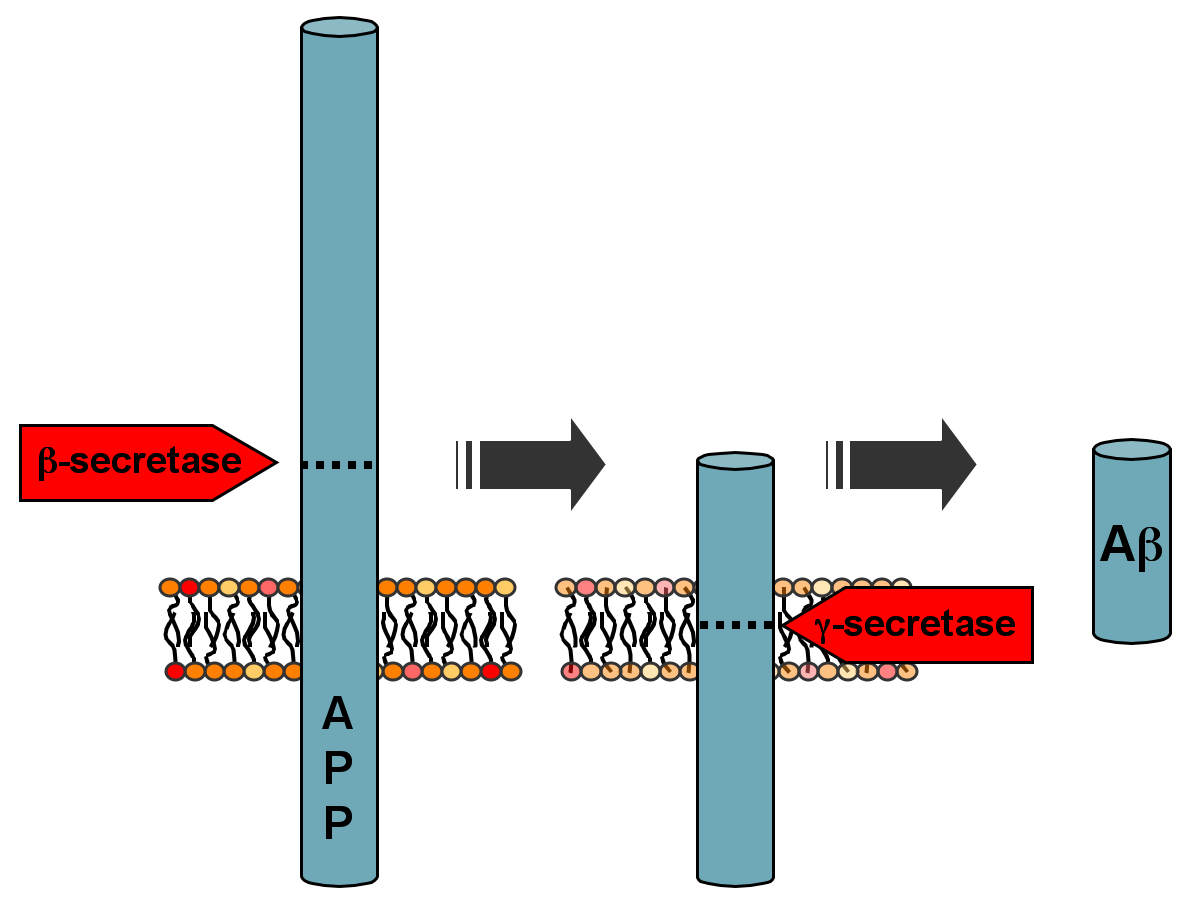
淀粉样前体蛋白的加工

BACE1是神经元中产生β淀粉样蛋白肽的主要β分泌酶。
在阿尔茨海默症患者大脑中聚集的40或42个氨基酸长的β淀粉样蛋白肽的生成需要淀粉样前体蛋白（APP）的两次连续切割。BACE1对APP的细胞外切割产生可溶性细胞外片段和称为C99的细胞膜结合片段。γ-分泌酶在其跨膜结构域内切割C99，释放APP的细胞内结构域并产生β淀粉样蛋白。由于γ-分泌酶将APP切割得比BACE1更靠近细胞膜，因此它会去除β淀粉样蛋白肽的片段。α-分泌酶而不是BACE1对APP的初始切割阻止了β淀粉样蛋白的最终生成，形成P3肽，这表明BACE1和α-分泌酶竞争APP加工。
与APP和在γ-分泌酶中重要的早老素不同，在编码BACE1的基因中，没有已知的突变会导致早发性家族性阿尔茨海默病，这是一种罕见的疾病。然而，这种酶的水平已被证明在更常见的迟发性散发性阿尔茨海默病中升高。BACE2是BACE1的密切同源物，没有报道体内APP裂解。
BACE裂解APP和其他跨膜蛋白的生理目的尚不清楚：一些研究观察到BACE1参与髓鞘形成（它与III型神经调节蛋白1共表达）。以类似于APP处理的方式，VGSC亚基β是BACE1的底物。
然而，APP中的单个残基突变会降低BACE1将其切割以产生β淀粉样蛋白的能力，并降低阿尔茨海默病和其他认知能力下降的风险。

## BACE抑制剂
理论上阻断这种酶的药物（BACE抑制剂）可以防止β淀粉样蛋白的积聚，并且（根据淀粉样蛋白假说）可能有助于减缓或阻止阿尔茨海默病。

### 阿尔茨海默病
几家公司正处于这种潜在治疗方法的开发和测试的早期阶段。2008 年3月，报告了CoMentis Inc的候选药物CTS-21166的I期结果。
2012年4月，默克公司报告了其候选药物维鲁贝司他的第一阶段结果。默克公司于2012年12月开始了维鲁贝司他的II/III期试验，预计将于2019年7月完成。2017 年 2 月，根据独立专家小组的报告，默克公司停止了维鲁贝司他治疗轻度至中度阿尔茨海默病的后期试验，因为该试验“几乎没有机会”发挥作用。这是在礼来公司宣布自己的索拉珠单抗遭遇挫折三个月后发生的。默克公司对早期阿尔茨海默病患者的维鲁贝司他试验结果仍有望在2019年2月公布。
2014年9月，阿斯利康和礼来公司宣布了一项共同开发拉那贝司他的协议。拉那贝司他的关键II/III期临床试验于2014年底开始，但由于结果不佳，在计划结束前于2018年停止。
另一种进入II期试验的BACE1抑制剂是礼来公司的抑制剂LY2886721。I期试验的数据首次在2012年阿尔茨海默病协会国际会议上公布。在2周内每日给药，BACE1活性降低50到75%，CSF Aβ42 降低72%（Willis等人，2012；Bowman Rogers和Strobel , 2013）。最近，礼来公司报告说，由于45名患者中有4名发现肝脏异常，LY2886721的II期试验被终止（Rogers，2013 年）。然而，这种毒性不一定与抑制剂的工作机制有关，但可以代表脱靶效应，因为BACE1敲除小鼠的肝脏是正常的。

### 潜在副作用
小鼠试验表明，BACE蛋白酶，特别是BACE1，对于肌梭的正常功能是必需的。这些结果提出了目前正在研究用于治疗阿尔茨海默病的BACE抑制药物可能具有与运动协调受损相关的显着副作用的可能性，尽管BACE1敲除小鼠是健康的。

## 与血浆蛋白酶的关系
BACE1与致病性天冬氨酸蛋白酶血浆蛋白酶关系较远，后者是未来抗疟疾药物的潜在靶点。